# 前列腺
前列腺（英語：prostate），又稱攝護腺，為雄性哺乳動物生殖系統中的一個器官，属外分泌腺。與女性的斯基恩氏腺同源。

## 名称
- “攝護”一詞最早出现于日本1805年出版的《醫範提綱》一书。
- “摄护腺”一詞最早出现于日本1826年出版的《重訂解體新書》一书。[3]
- 英文一词在19世纪传入中国。合信所著的《全體新論》（1845－1850年）、《西醫略論》（1857年）中使用了“膀胱蒂”一词。
- 根据学者張大慶的研究，中文“前列腺”一词最早出现在1918年，发表于“醫學名詞審查會第三次開會記錄”中。[4][5]
- 日本解剖學會於1929年和1941年设立了两次用語改訂委員會，会议成果於1949年发表在《解剖學用語》（序文為1944年） 中，“攝護腺”因其汉字难写难认，其日语名稱改为“前位腺”，后又确定为“前立腺”。

## 概述
前列腺是雄性哺乳動物生殖系統中的一個器官，属外分泌腺。在解剖學、演化學和生理學上前列腺的構造因物種而有差異。

### 位置
一個健康的人類男性其前列腺的大小較核桃略大一點，位于骨盆腔的底部——膀胱頸下，尿道上；耻骨联合后，直肠壶腹部前，包绕着膀胱口与尿道结合部位（即前列腺中间形成的管道构成尿道的上口部分）。前列腺底部与输精管壶腹部、精囊、膀胱颈相邻。直肠指检时可触及前列腺沟，往上可及精囊和输精管。

### 功能
前列腺的主要功能是分泌和儲存前列腺液，为稀薄的乳白色液体，含酸性磷酸酶、纤维蛋白溶酶、锌和柠檬酸等物质。前列腺腺管内存有一定量前列腺液。前列腺液可激发精子活力并与其混合成精液。精液包含精子和液狀物，此液狀物約有10%-30%是來自前列腺所製造，前列腺體也包含平滑肌組織，可幫助射精。人类女性的斯基恩氏腺與男性的前列腺同源，位于女性尿道后部。

### 女性的前列腺
前列腺要在一定狀態的血清睾酮作用下发育形成，女性仅找到组织胚胎学意义上的前列腺痕跡；没有人体解剖学意义上的前列腺，一般情況下，仅就男子讨论与前列腺相关的课题。

### 太監的前列腺
上世紀一項醫學研究顯示，太監在年老時，其前列腺仍像小孩子般的細小。這證明了前列腺需要在雄性激素双氢睾酮（DHT）的刺激下才會長大。沒有睾丸，就沒有睾酮；沒有睾酮，就沒有双氢睾酮；沒有双氢睾酮，前列腺就不會長大。但據晚清宮女回憶：「據說他們（太監）因生理上的缺陷，多有淋尿的病，腰裏不論冬夏都要圍着大毛巾，愈到老愈厲害。」

## 刺激
有的男性只喜歡當他的情慾完全地被喚起時才被觸碰前列腺。而有的則覺得藉由刺激前列腺，不僅可以促進勃起，並可以帶領他們體驗前所未有的性高潮。在肛交時，有的男孩子完全不必刺激陰莖，只靠著刺激前列腺就能夠達到性高潮。

## 病理
前列腺常见病种有：前列腺炎、前列腺结石、良性前列腺增生症、前列腺癌。
其中良性前列腺增生、前列腺炎以及前列腺癌造成的腫大，會引起前列腺特异抗原（PSA）升高，因此可以透過收集前列腺液分析，並進一步確認病症。

## 前列腺大小
正常男性的前列腺，外形類似板栗呈倒圓錐體。大部分成年男性前列腺重量介於7到16克間，平均重量約為11克；體積約為20cc(立方公分)，可透過公式：0.52×長度×寬度×高度進行估算。在臨床上，一旦體積超過30cc，即會被認為前列腺腫大直肠。直肠指检时，若前列腺沟不可被扪及，可初步判定为前列腺肥大。
前列腺體積、重量与最大尿流率並無相關性。良性前列腺增生症患者的尿流率下降，與前列腺前后径的平方与前列腺横径的比值，具有密切關係，因此良性前列腺增生症评估时，會使用前列腺计算值取代前列腺體積作為临床判斷。